# Namwala
Namwala é uma cidade e um distrito da Zâmbia, localizados na província Sul.